# Vetřelci a volavky
Vetřelci a volavky je projekt Pavla Karouse, který se zabývá dokumentací, popularizací a ochranou výtvarného umění umístěného ve veřejném prostoru v období normalizace v letech 1968–1989.
Za účasti Státního fondu ČR pro podporu a rozvoj české kinematografie vznikl již v roce 2008 také stejnojmenný dokumentární film dokumentaristky Rozálie Kohoutové.

## O projektu
V 70. a 80. letech 20. století se při státních stavebních zakázkách počítalo s estetickým oživením veřejného prostoru v okolí těchto staveb i přímo v jejich vnitřních prostorách. Sochy, plastiky i fontány se staly součástí nejen nových sídlišť, ale také škol, poliklinik, obchodních domů, výrobních podniků nebo administrativních budov. Na umělecká díla bylo vyčleněno 1 až 4 % z rozpočtu stavby a pořádalo se na ně velké množství soutěží.

## Ohlasy
- Roku 2013 vyšla kniha Vetřelci a volavky autora Pavla Karouse. Kniha získala čestné uznání v soutěži Schönste Bücher aus aller Welt, která více než 50 let oceňuje knihy s nejlepší výtvarnou podobou.[2]
- Roku 2014  získala kniha 1. Cenu v soutěži Nejkrásnější kniha roku vyhlášené Památníkem národního písemnictví a Ministerstvem kultury ČR v kategorii Vědecká a odborná literatura za publikace Vetřelci a volavky.